# Maria-Laura Aga
Maria-Laura Aga est une joueuse de football belge née le 23 juin 1994. 

## Biographie
À quatorze ans, elle débute, en nationale, au DV Zonhoven. Après trois ans, elle part à Lommel United. En 2010, elle est transférée au Standard Fémina de Liège, club avec lequel elle remporte deux Championnats de Belgique, une Coupe de Belgique, une Super Coupe de Belgique et une BeNe SuperCup. Durant l'été 2012, elle a été transférée au PEC Zwolle (Pays-Bas). 
En juin 2013, elle revient en Belgique au RSC Anderlecht.

## Palmarès
- Championne de Belgique (2) : 2011 - 2012
- Vainqueur de la Coupe de Belgique (1) : 2012
- Vainqueur de la Super Coupe de Belgique (1) : 2011
- Doublé Championnat de Belgique-Coupe de Belgique (1) : 2012
- Doublé Championnat de Belgique-Super Coupe de Belgique (1) : 2011
- Vainqueur de la BeNe SuperCup (1) : 2011

### Bilan
- 5 titres

## Statistiques

### Ligue des Champions
- 2011-2012: 2 matchs avec le Standard de Liège